# Gundelo
Eine Gundelo, auch Gundelow oder Gundalo, ist ein aus Nordamerika stammender Segelschiffstyp. Der Name leitet sich von der italienischen Gondola ab. Einer Schaluppe ähnelnd, wurden sie als unter Segeln stehende Frachtschiffe, aber auch, insbesondere während des Amerikanischen Unabhängigkeitskrieges, als Kriegsschiffe auf Flüssen eingesetzt.

## Geschichte
Die ersten Gundelos tauchten gegen Mitte des 17. Jahrhunderts als einfache offene Frachtkähne in der Gegend von New Hampshire auf. Sie wurden entweder gestakt oder gerudert. Im 18. Jahrhundert erhielten sie zum Teil ein Deck und Segel. Weiterentwickelt im 20. Jahrhundert, wurde das Schiff schließlich mit geschlossenem Deck, Kabinen und Lateinersegeln ausgerüstet, die abgesenkt werden konnten, um unter Brücken hindurch zu gelangen. Die Segel dienten jetzt als Hilfsantrieb, da Gundelos in Abhängigkeit von den Gezeiten bei Ebbe flussabwärts und bei Flut flussaufwärts fuhren. Die Schiffe konnten bis zu 50 Tonnen laden, waren bis zu 23 Meter lang und 6 Meter breit. Voll beladen hatten sie nur einen Tiefgang von ca. 1,5 Meter. Da Seitenschwerter die Abdrift verhinderten, wurde ein Kiel nicht benötigt.

## Verwendung

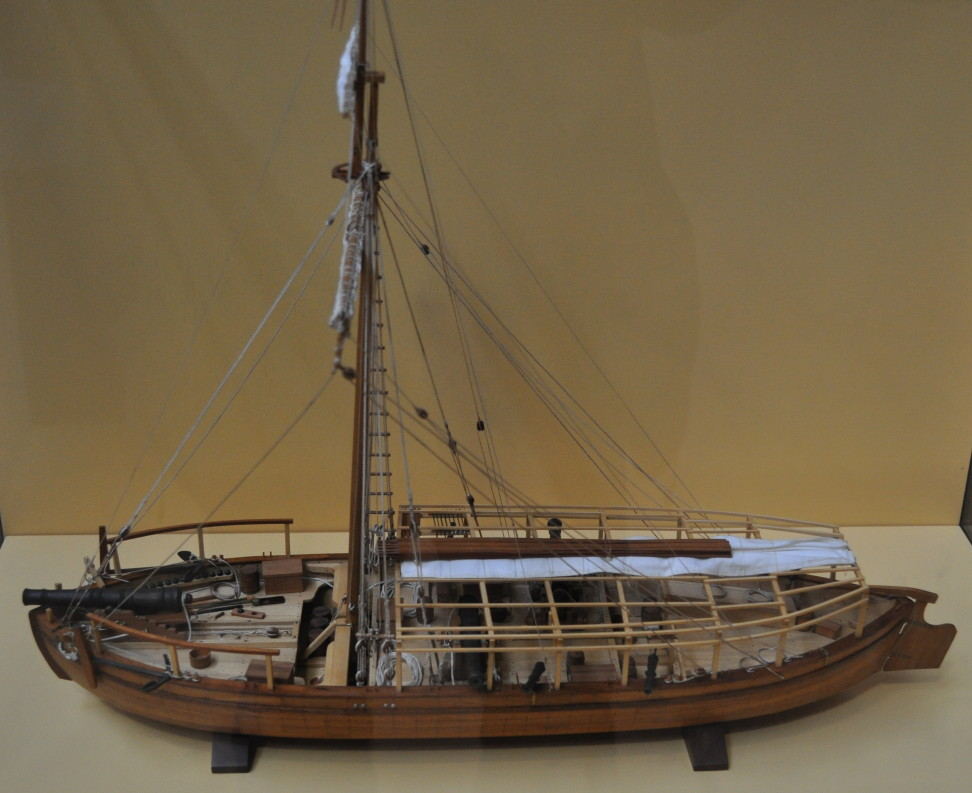
Modell des Kanonenboot Philadelphia

Gundalos transportierten Fracht zwischen Hochseeschonern, die die flachen Flüsse nicht befahren konnten, und den wachsenden Städten der Region.
Als Flusskriegsschiff genutzte Gundelos führten auf jeder Bordseite eine Kanone sowie eine Drehbasse. Sie hatten oft einen durch eine Stenge verlängerten Mast, an dem zwei Rahsegel und eine Stagfock befestigt waren. Einige Schiffe waren aber auch mit Lateinersegeln getakelt. Die bekannteste Gundelo ist die Philadelphia, das einzig erhaltene Kanonenboot des Unabhängigkeitskrieges. Es sank während dem Seegefecht bei Valcour Island gegen die Briten im Lake Champlain im Oktober 1776 und wurde 1935 gehoben.